# Clarkson (Nebraska)
Clarkson je grad u američkoj saveznoj državi Nebraska. Prema popisu stanovništva iz 2010. u njemu je živjelo 658 stanovnika.